# Ono-i-Lau
Ono-i-Lau is een vulkanisch koraaleiland van de Zuidelijke Lau-eilanden in Fiji. Het is 7,9 km² groot en het hoogste punt is 113 m. Het ligt 90 km ten zuidwesten van Vatoa.